# Baeotis melanis
Baeotis melanis är en fjärilsart som beskrevs av Jacob Hübner 1825. Baeotis melanis ingår i släktet Baeotis och familjen Riodinidae. Inga underarter finns listade i Catalogue of Life.